# 奧斯定會
奥斯定會（Augustinians），或奧思定會、思定會，是遵行《圣奥斯定准则》生活的男女修會的總稱。
奥斯定會有3个主要分支可以追溯至12、13世紀：
- 圣奥古斯丁修道会（拉丁语：Ordo Sancti Augustini，OSA；英语：Order of St. Augustine）
- 重整奧斯定会（拉丁语：Ordo Augustinianorum Recollectorum，OAR；英语：Order of Augustinian Recollects）
- 聖奧斯定詠禮會（拉丁语：Ordo Canonicorum Regularium Sancti Augustini，CRSA；英语：Canons Regular of St. Augustine）[3]

## 簡史
11世纪起，意大利托斯卡尼地区出现了几个遵守聖奧斯定會規的隐修团体，如 Williamites，John-Bonites 和 Brictinans。1243年12月16日 ，教宗英诺森四世将它们合并组成一个修会。
全盛時期有42個會省，兩個代牧區 (在印度和摩拉維亞)，2,000家會院，30,000名會士。

## 著名會士
- 馬丁·路德

- 良十四世

## 外部連結
- 國際奧斯定會